# Val 202
Val 202 is een 24-uurs radioprogramma van RTVSLO (Radiotelevizija Slovenija) en een van de meest beluisterde radioprogramma's in Slovenië. De programmatie omvat populaire muziek, nieuws over muziek, nieuwsprogramma's (reportages), sport (wedstrijden en uitslagen), satirische columns en talkshows (waaronder gesprekken met luisteraars).

## Geschiedenis
De zender werd commercieel gelanceerd op 16 juni 1972 en de naam is afgeleid van de oorspronkelijke golflengte van 202 meter, wat de golflengte is van de zendmast die op Ljubljanski grad (het Kasteel van Ljubljana) staat.
In 2003 ontving het radiostation een Viktor (de Sloveense mediaprijs voor prestaties in de populaire cultuur) voor het beste radiostation, en de directeur van de zender (Andrej Karoli) de prijs voor beste radiopersoonlijkheid van het jaar. In 2008 bleek uit een poll onder lezers van de Sloveense editie van Reader's Digest dat Val 202 nummer één was in de categorie van radiozenders waarin men het meeste vertrouwen had ("meest vertrouwde merk"). Karoli en Val 202 kregen in respectievelijk 2009 en 2010 een Viktor voor bijzondere prestaties.